# Монастырь Любостиня
Монастырь Любостыня (серб. Манастир Љубостиња) — женский монастырь Крушевацкой епархии Сербской православной церкви, расположенный вблизи города Трстеника в центральной части страны. Главный храм освящён в честь Успения Пресвятой Богородицы.
Монастырь входит в список памятников культуры Сербии исключительного значения.

## История
Монастырь был основан княгиней Милицей в 1388 году и строился до 1405 года. После гибели мужа, князя Лазаря, в битве на Косовом поле в 1389 году Милица удалилась в основанный ей монастырь, где прожила остаток жизни.
Собор монастыря построен в моравском стиле Раде Боровичем, о чём сообщает резная табличка в храме, в форме креста-трилистника с тремя апсидами, но имеет только один купол. Храм возведён из шлифованного камня, оштукатурен и обложен чередующимися рядами камня и кирпича, порталы, наличник и купол декорированы резьбой. Сохранились отдельные фрески времён постройки храма, в 1822 году был создан новый иконостас, дошедший до настоящего времени.

## Настоятельницы
- Варвара (Миленович) (23 января 1943 — 21 мая 1995)[2]
- Христина (Обрадович) (с 21 мая 1995)

## Галерея

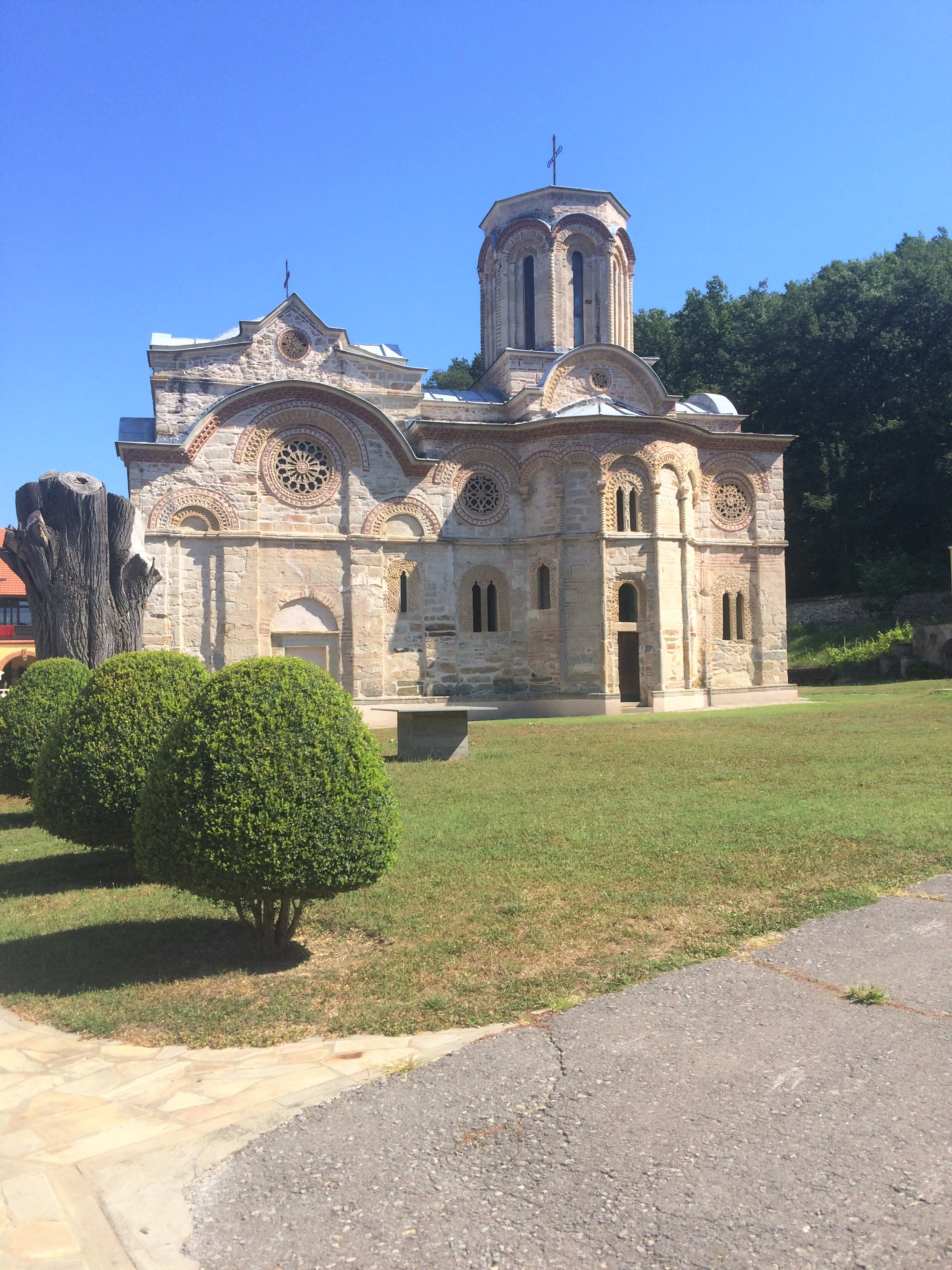
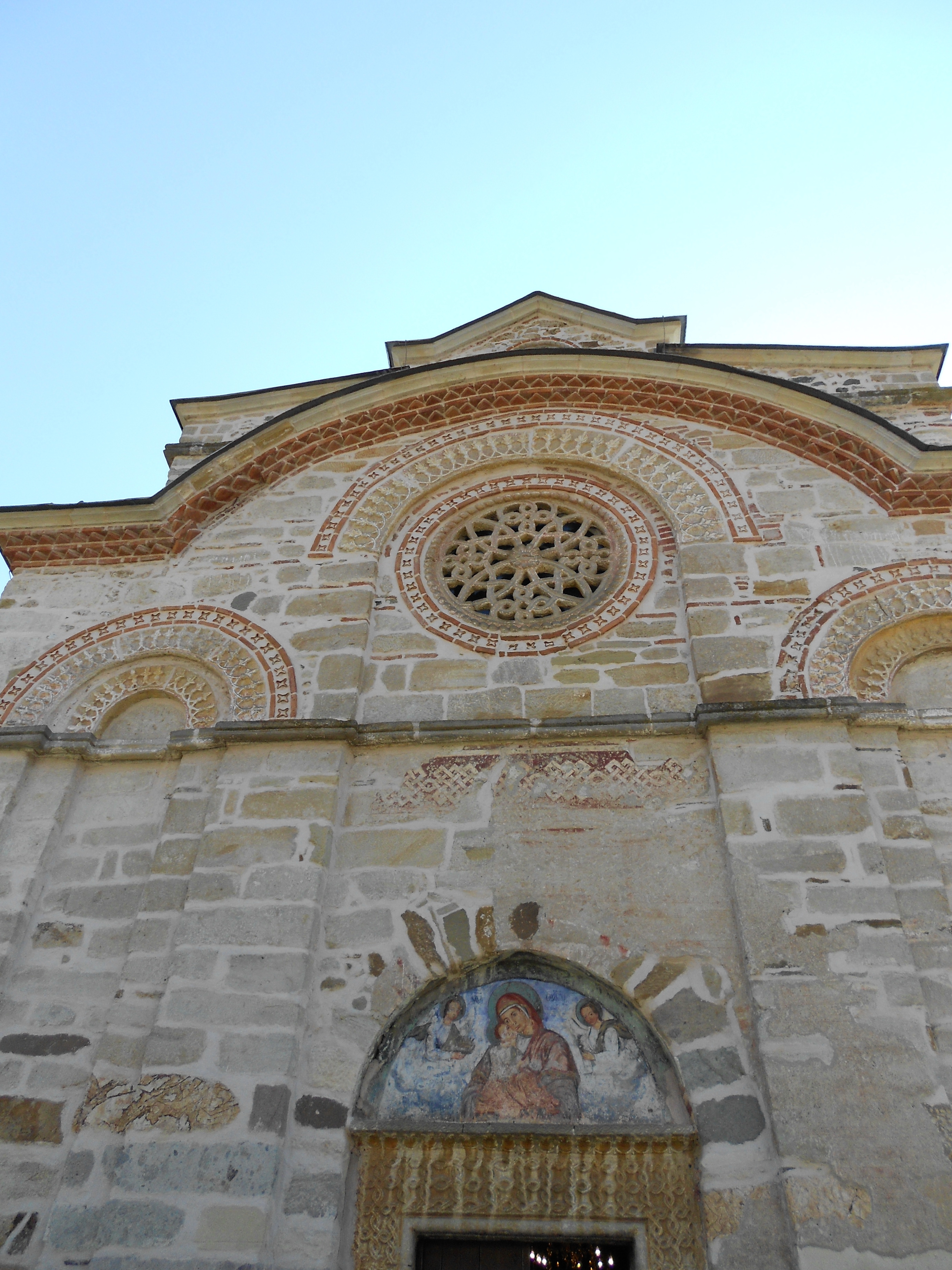
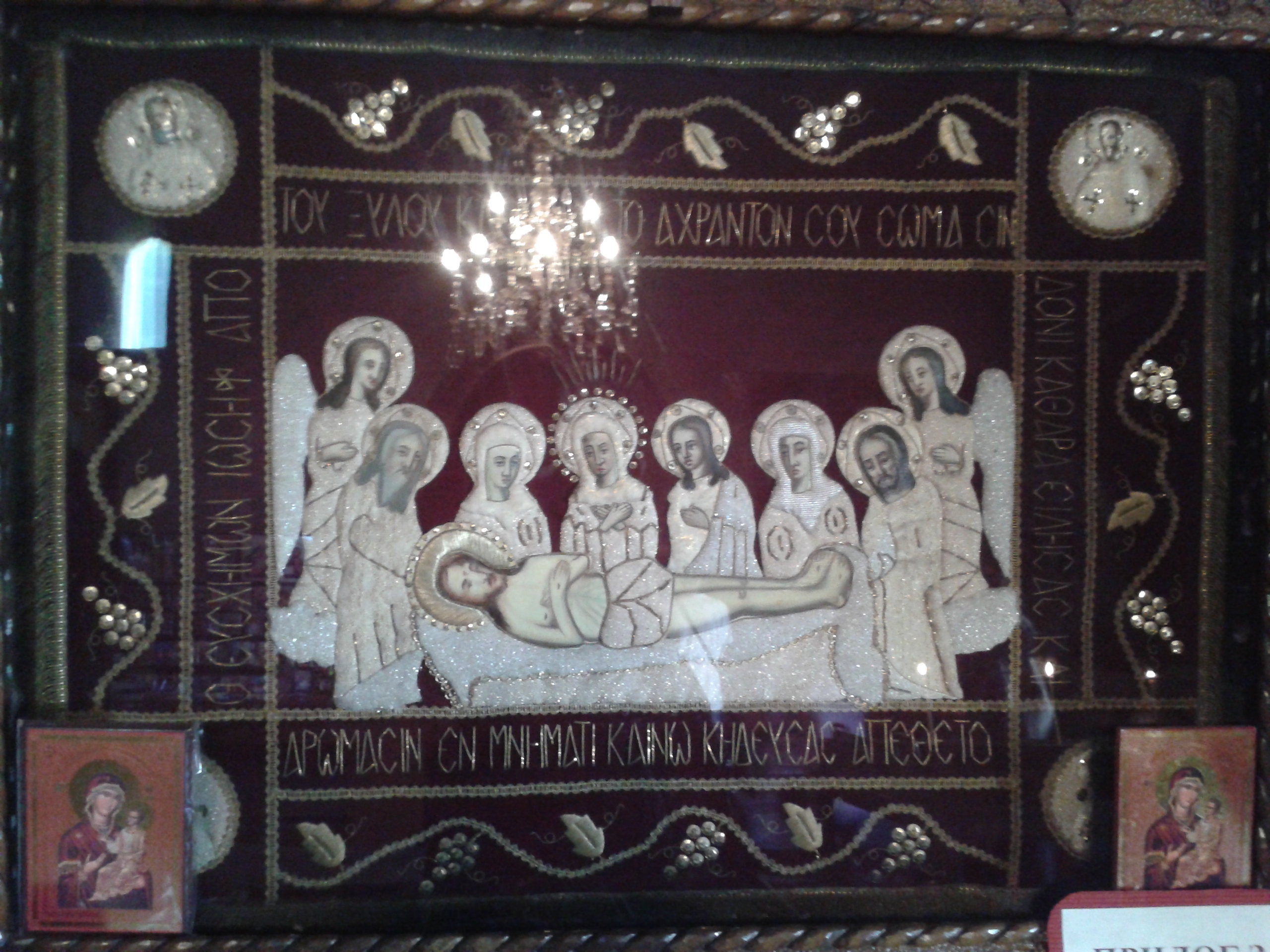
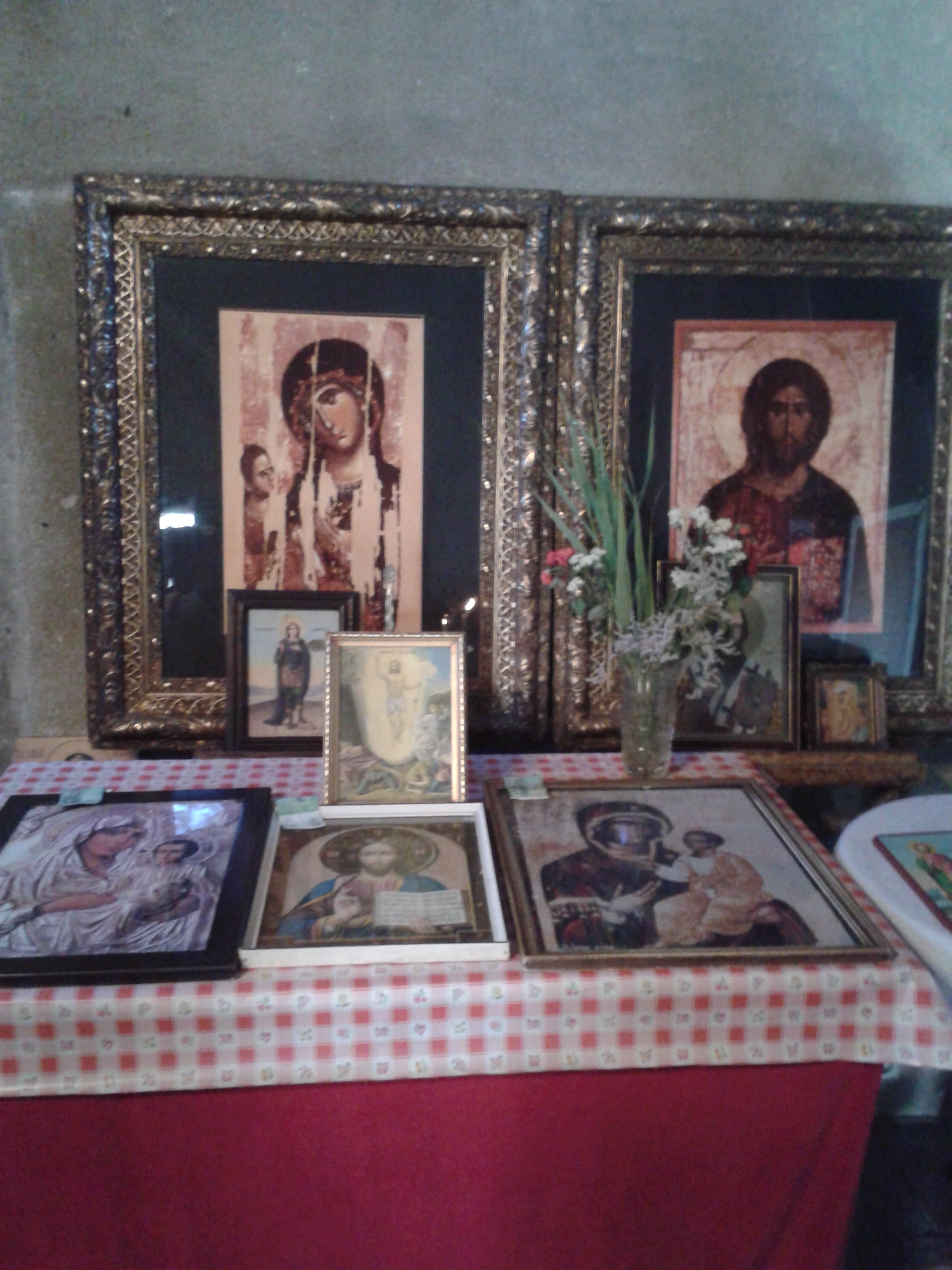
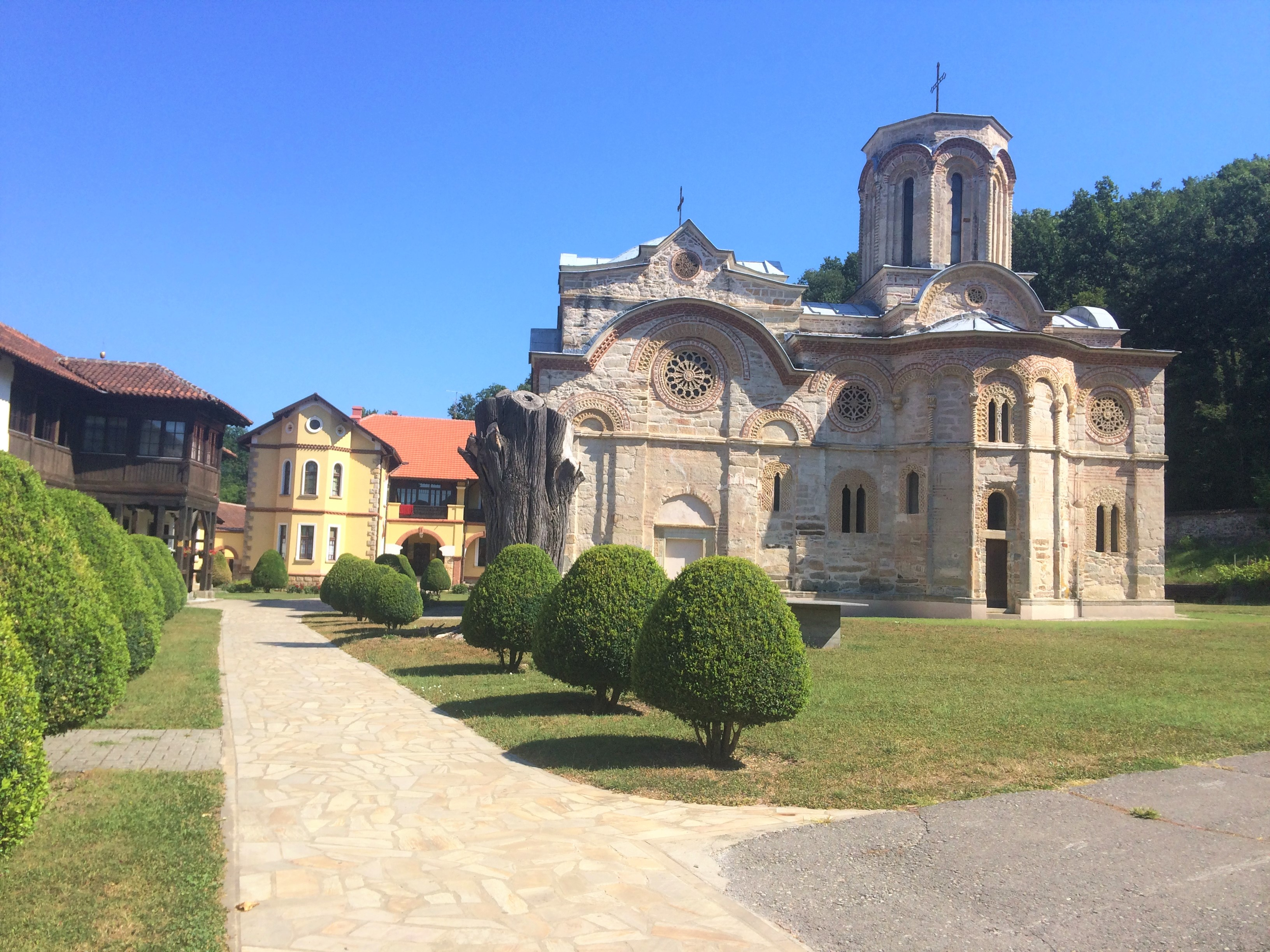